# Goo Goo Dolls
Goo Goo Dolls is een Amerikaanse rockband, uit Buffalo, New York, gevormd in 1986. Ze zijn het bekendst van de hit Iris, die op de soundtrack van de film City of Angels (1998) staat.

## Achtergrond

### Begindagen (1986-1993)
Goo Goo Dolls is in 1986 in Buffalo opgericht door John Rzeznik, Robby Takac en George Tutuska, en heet eerst de Sex Maggots. De band verandert deze naam in Goo Goo Dolls (geïnspireerd door een advertentie in een True Detective-magazine) op verzoek van een clubeigenaar, die de band anders niet wil laten spelen. Later krijgt de band een contract bij Metal Blade Records en onder dit label wordt in 1987 een naamloos debuutalbum uitgebracht.
Het succes komt in eerste instantie door de lokale punkscene. Het commerciële succes begint in 1995, wanneer de single Name (van het album A Boy Named Goo) uitkomt. Na een juridische strijd om royalty's, die door Metal Blade Records achtergehouden zouden zijn, verhuist Goo Goo Dolls naar het moederbedrijf Warner Music.

### Bekendheid (1995-2004)
In 1998 wordt Iris (van de City of Angels soundtrack) uitgebracht en vestigen ze hun naam definitief bij het publiek: het nummer staat in Amerika 18 weken op nummer één en behaalt in de zomer van 1999 ook de Nederlandse Top 40 (nummer 8) en de Vlaamse Ultratop (nummer 3). Daarnaast werd het voor drie Grammy Awards genomineerd.
Na het uitbrengen van het verzamelalbum (What I Learned About) Ego, Opinion, Art & Commerce in 2001, verschijnt een jaar later Gutterflower, maar dit album weet het succes van Dizzy Up the Girl niet te evenaren. Op 4 juli 2004 geeft de band een gratis concert in hun thuisstad Buffalo. Een registratie van dit concert, die plaatsvond tijdens een van de zwaarste regenbuien van de aflopen jaren, wordt later dat jaar uitgebracht op dvd.

### Let Love InenGreatest Hits(2006-2008)
Het achtste studioalbum Let Love In verschijnt in april 2006 en wordt gevolgd door een tour door de Verenigde Staten, Canada en het Verenigd Koninkrijk.
Op 13 november 2007 verschijnt het verzamelalbum Greatest Hits, Vol. 1 - The Singles. Het album bevat alle 13 Amerikaanse top 40-hits. Een jaar later op 22 augustus verschijnt het verzamelalbum Volume 2, dat remixen, covers en B-kanten bevat. Het album bevat ook een dvd met zes nummers van een concert in Red Rocks, Colorado, uit 2007 en een groot aantal muziekvideo's.

### Something for the Rest of Us(2009-2011)
In de lente van 2009 gaat de band samen met producer Tim Palmer de studio in voor de opnames van het 9e studioalbum, getiteld Something For the Rest of Us. Via websites als Twitter, MySpace en Facebook worden korte berichten en filmpjes van het opnameproces verspreid. Het album staat in eerste instantie gepland voor februari 2010, maar de band gaat in januari 2010 opnieuw de studio in om het album te verbeteren, ditmaal bijgestaan door onder andere producer Rob Cavallo, die eerder met de band samenwerkte aan het album Dizzy Up the Girl.
Het album wordt uiteindelijk uitgebracht op 31 augustus 2010 en bereikte de 7e plaats in The Billboard 200, de Amerikaanse hitlijst voor albums. Het jaar voor en twee jaar na het uitkomen van het album toerde de band intensief door de Verenigde Staten, met uitstapjes naar Canada en het Verenigd Koninkrijk. Van het album verschenen twee singles, Home en Notbroken, maar beide werden niet uitgebracht in de Benelux.

### Magnetic(2012-heden)
In de zomer van 2012 werd bekendgemaakt dat de band was gestart met de opnames van hun tiende studioalbum, getiteld Magnetic. De opnames vonden plaats in de herfst in Los Angeles, New York en Londen. Er werden diverse producers aangetrokken, waaronder John Shanks en Gregg Wattenberg. Rebel Beat, de eerste single van het nieuwe album, werd eind januari uitgebracht.

## Bezetting
- John Rzeznik (zang, gitaar)
- Robby Takac (zang, basgitaar)

### Voormalige bandleden
- George Tutuska (drums) 1986-1994
- Mike Malinin (drums) 1994-2013

Daarnaast kent de band twee tour muzikanten, die tevens meewerkten aan de albums Something For the Rest Of Us en Magnetic:
- Brad Fernquist (gitaar)
- Korel Tunador (keyboard, saxofoon, gitaar, achtergrondzang)

## Discografie

### Albums
| Album met eventuele hitnotering(en) in de Nederlandse Album Top 100 | Datum van verschijnen | Datum van binnenkomst | Hoogste positie | Aantal weken | Opmerkingen   |
| ------------------------------------------------------------------- | --------------------- | --------------------- | --------------- | ------------ | ------------- |
| Goo Goo Dolls                                                       | 09-06-1987            | -                     | -               | -            |               |
| Jed                                                                 | 22-02-1989            | -                     | -               | -            |               |
| Hold Me Up                                                          | 05-10-1990            | -                     | -               | -            |               |
| Superstar Car Wash                                                  | 23-02-1993            | -                     | -               | -            |               |
| A Boy Named Goo                                                     | 14-03-1995            | -                     | -               | -            |               |
| Dizzy Up the Girl                                                   | 22-06-1998            | 29-05-1999            | 38              | 19           |               |
| (What I Learned About) Ego, Opinion, Art & Commerce                 | 29-05-2001            | -                     | -               | -            | Verzamelalbum |
| Gutterflower                                                        | 09-04-2002            | -                     | -               | -            |               |
| Let Love In                                                         | 27-04-2006            | -                     | -               | -            |               |
| Greatest Hits, Vol. 1 - The Singles                                 | 16-11-2007            | -                     | -               | -            | Verzamelalbum |
| Live in Buffalo                                                     | 29-08-2008            | -                     | -               | -            | Livealbum     |
| Vol. 2                                                              | 04-10-2008            | -                     | -               | -            | Verzamelalbum |
| Something for the Rest of Us                                        | 03-09-2010            | -                     | -               | -            |               |
| Magnetic                                                            | 07-06-2013            | -                     | -               | -            |               |
| Boxes                                                               | 06-05-2016            | -                     | -               | -            |               |
| Miracle Pill                                                        | 13-09-2019            | -                     | -               | -            |               |
| It's Christmas All Over                                             | 30-10-2020            | -                     | -               | -            |               |
| Rarities                                                            | 25-06-2021            | -                     | -               | -            | Verzamelalbum |
| Chaos in Bloom                                                      | 29-07-2022            | -                     | -               | -            |               |

### Singles
| Single met eventuele hitnotering(en) in de Nederlandse Top 40 | Datum van verschijnen | Datum van binnenkomst | Hoogste positie | Aantal weken | Opmerkingen                |
| ------------------------------------------------------------- | --------------------- | --------------------- | --------------- | ------------ | -------------------------- |
| Iris                                                          | 01-04-1998            | 29-05-1999            | 8               | 12           | No. 9 in de Single Top 100 |
| Black Balloon                                                 | 1998                  | -                     | tip 24          | -            |                            |

| Single met hitnotering(en) in de Vlaamse Ultratop 50 | Datum van verschijnen | Datum van binnenkomst | Hoogste positie | Aantal weken | Opmerkingen |
| ---------------------------------------------------- | --------------------- | --------------------- | --------------- | ------------ | ----------- |
| Iris                                                 | 1998                  | 10-07-1999            | 3               | 19           |             |

### Dvd's
- Live in Buffalo: July 4th 2004 (2004)

### NPO Radio 2 Top 2000
| Nummer met noteringen in de NPO Radio 2 Top 2000 | '07 | '08 | '09 | '10 | '11 | '12 | '13 | '14 | '15 | '16 | '17 | '18 | '19 | '20 | '21 | '22 | '23 | '24 |
| ------------------------------------------------ | --- | --- | --- | --- | --- | --- | --- | --- | --- | --- | --- | --- | --- | --- | --- | --- | --- | --- |
| Iris                                             | 623 | -   | 513 | 575 | 369 | 333 | 278 | 380 | 302 | 334 | 346 | 299 | 345 | 345 | 340 | 201 | 162 | 108 |

1. ↑  Een '-' betekent dat het nummer niet was genoteerd en een vetgedrukt getal geeft de hoogste notering aan.
2. ↑  2007 was het eerste jaar met een notering voor dit nummer.